# Cameron Findlay
Cameron Findlay (actuant sota l'àlies Kontravoid) és un músic, bateria, compositor i productor canadenc. Findlay va ser membre fundador, coproductor i coescritor a la banda de synth pop canadenca Parallels, que va abandonar l'any 2011. La seva composició original "Dry Blood" per Parallels va ser presentada als premis Oscar de 2013 dins el curtmetratge Curfew que va finalment guanyar. També ha tocat la bateria amb Crystal Castles entre 2007 i 2008. També a Trust l'any 2012.
L'àlbum debut de Kontravoid es va estrenar el febrer de 2012 amb la marca de Toronto Pretty Pretty Records. La cançó "Native State" va ser llançada per la marca germana Cititrax com a senzill de 7 minuts més tard el juliol del mateix any. Findlay va obrir per Crystal Castles durant el seu tour per Nord Amèrica a l'octubre i novembre de 2012. El 2014 va treballar al duet anomenat VOTIITV.